# Casa natal del Taquígraf Garriga
La Casa natal del Taquígraf Garriga és un edifici del municipi d'Esparreguera (Baix Llobregat) inclòs en l'Inventari del Patrimoni Arquitectònic de Catalunya. En aquesta casa va néixer Pere Garriga i Marill, conegut com el taquígraf Garriga.

## Descripció
És un edifici entre mitgeres de planta baixa i tres pisos. Totes les obertures són allindanades i algunes d'elles estan emmarcades per una motllura llisa. Al primer pis hi ha un balcó corregut, al segon una balcó individual per cada porta amb una mica de voladís i al tercer pis hi ha també un balcó individual però sense voladís.